# 3-deidrochinato sintasi
La 3-deidrochinato sintasi o DHQ sintasi è un enzima numero EC 4.2.3.4 appartenente alla classe delle liasi, che catalizza la seguente reazione:
3-deossi-arabino-eptulosonato 7-fosfato {\displaystyle \rightleftharpoons } 3-deidrochinato + fosfato